# Sterling Beaumon
Sterling Martin Beaumon est un acteur américain né le 2 juin 1995 à San Diego, en Californie (États-Unis).

## Biographie
Sterling Beaumon est né à San Diego en Californie, mais il réside actuellement à Burbank.

## Filmographie
- 2005 : Sept à la maison (7th Heaven) : Le garçon armé (saison 10 - épisode 2 : Les Joies du foyer)
- 2005 : Dr House : Le garçon magicien (saison 2 - épisode 8 : Erreur médicale)
- 2006 : Oblivion, Nebraska (en) de Charles Haine : Freddy Emille
- 2007 : Preuve à l'appui : Stewart Manning (saison 6 - épisode 2 : Contre l'indifférence)
- 2007 : Cold Case : Affaires classées : enfant (saison 4 - épisode 16 : Un rayon de soleil)
- 2007 : In Case Of Emergency : Gerald (saison 1 - épisode 10 : Le bon, la brute et la mafia)
- 2007 : Heroes (saison 1 - épisode 20 : Dans cinq ans)
- 2007 : Scrubs : Josh (saison 7 - épisode 5 : Mon refus de grandir)
- 2007-2009 : Lost : Les Disparus : Ben (jeune) (saison 3 - épisode 20, saison 5 - épisode 9, 10, 11, 12 et 20)
- 2008 : Le Pacte mystérieux (Mostly Ghostly) de Richard Correll (DTV) : Max Doyle
- 2008 : Urgences : Danny Raskin  (saison 15 - épisode 5 : Bas les masques)
- 2008 : Tout... sauf en famille
- 2008 : Bones : Royce King (saison 4 - épisode 11 : La Bonne Éducation)
- 2009 : The Cleaner : Miles (saison 2 - épisode 8 : Jeunesses perdues)
- 2009 : La Nouvelle Vie de Gary : Bradley (saison 2 - épisode 1 : Gary commence sa vie)
- 2010 : Esprits criminels : Jeremy Sayer (saison 6 - épisode 5 : L’Enfant meurtrier)
- 2011 : Tatami Academy : Arthur (saison 1 - épisode 4 : Opération parking)
- 2011 : New York, unité spéciale : Hunter Mazelon (saison 12 - épisode 23 : Garde trop rapprochée)
- 2011 : Cluedo, nouvelle génération : Seamus (saison 1)
- 2011 : Les Experts : Drillbit (saison 12 - épisode 9 : Passe d'armes)
- 2013 : Red Widow : Gabriel Walraven
- 2018 : Spinning Man : Matt

## Discographie
Le 23 mars 2010, il sort l'album "Step Back to Reality".